# Batalha do rio Escalda
A batalha do rio Escalda foi uma série de operações militares do Primeiro Exército Canadense, liderada pelo Tenente-General Guy Simonds. A batalha ocorreu no norte da Bélgica e sudoeste da Holanda, durante a Segunda Guerra Mundial entre 2 de outubro e 8 de novembro de 1944. Com os bravos ataques do exército aliado(Canadá, Reino Unido, Polônia, etc..), conseguiram fazer com que os soldados nazistas cedessem suas posições. A tomada da região garantiu a segurança dos portos na Antuérpia, permitindo um fluxo de desembarque de suprimentos contínuos e a retirada de minas da costa holandesa para os Aliados Ocidentais.